# Zac Mutul
Zac Mutul fue un sacerdote maya, presumiblemente nacido en el Mayab, durante el siglo XI, en la época precolombina, a quien se atribuye la fundación de la ciudad de Motul en el estado de Yucatán en México.

## Datos históricos
La región en la que actualmente se encuentra la ciudad de Motul, 40 km al noreste de la ciudad de Mérida, capital de Yucatán, fue parte del kuchkabal denominado Ceh Pech antes de la conquista por los españoles en el siglo XVI. Antes, en el siglo XI, fue fundada la actual localidad de Motul por el sacerdote Zac Mutul. Previamente, dice el historiador Juan Francisco Molina Solís, hacia el siglo VI, la región había vivido la influencia de Zamná, quien lideró en esa época la migración de los itzaes en la península de Yucatán hacia el poniente, fundando ciudades populosas, hoy importantes, como Ek Balam, Izamal, el propio Motul y T'Hó, que se ubicó donde está la actual Mérida.
El mismo escritor, Molina Solís, dice respecto del cacicazgo maya:

Su capital era Motul, o Mutul, donde residía al tiempo del descubrimiento, el jefe principal de la familia llamada Naum Pech. Refiérese que este pueblo tomó el nombre de su fundador llamado Zac Mutul, que en lengua maya quiere decir "hombre blanco", aunque él era indio. Que este capitán vino con su gente de la parte oriente buscando donde poblar y que, encontrando en extremo agradable el sitio donde ahora se levanta la ciudad de Motul, hizo asiento allí, le pobló con su gente, construyó habitaciones y estableció su dominio el cual transmitió a sus hijos y descendientes. La dinastía de Zac Mutul gobernó en Motul durante 140 años, al cabo de los cuales el cacique que entonces reinaba fue acometido por un indio llamado Kakupacat o Kak U Pacal, capitán valeroso de los itzáes, que también atacó y destruyó Izamal.

Después de la conquista, la ciudad y la región aledaña pertenecieron al régimen de las encomiendas, entre las que estuvo la de Francisco de Bracamonte en 1581.
En la actualidad Motul en Yucatán, México, es también un municipio cuyo nombre fue puesto para honrar al sacerdote Zac Mutul, fundador de la hoy cabecera municipal homónima.